# Carsten-Otto Nagel
Carsten-Otto Nagel (Marne, 23 de septiembre de 1962) es un jinete alemán que compitió en la modalidad de salto ecuestre.
Ganó una medalla de oro en el Campeonato Mundial de Saltos Ecuestres de 2010 y seis medallas en el Campeonato Europeo de Saltos Ecuestres entre los años 1999 y 2013.

## Palmarés internacional
| Campeonato Mundial | Campeonato Mundial         | Campeonato Mundial | Campeonato Mundial |
| Año                | Lugar                      | Medalla            | Categoría          |
| ------------------ | -------------------------- | ------------------ | ------------------ |
| 2010               | Lexington (Estados Unidos) | Medalla de oro     | Por equipos        |
| Campeonato Europeo |                            |                    |                    |
| Año                | Lugar                      | Medalla            | Categoría          |
| 1999               | Hickstead (Reino Unido)    | Medalla de oro     | Por equipos        |
| 2009               | Windsor (Reino Unido)      | Medalla de plata   | Individual         |
| 2009               | Windsor (Reino Unido)      | Medalla de bronce  | Por equipos        |
| 2011               | Madrid (España)            | Medalla de oro     | Por equipos        |
| 2011               | Madrid (España)            | Medalla de plata   | Individual         |
| 2013               | Herning (Dinamarca)        | Medalla de plata   | Por equipos        |